# ابوالقیفه
ابوالقیفه، روستایی در عبدالخان از توابع بخش شاوور شهرستان شوش در استان خوزستان ایران است.

## جمعیت
این روستا در دهستان شاوور قرار دارد و براساس سرشماری مرکز آمار ایران در سال ۱۳۸۵، جمعیت آن ۲۳۵ نفر (۴۳خانوار) بوده‌است.